# (2036) Sheragul
(2036) Sheragul (1973 SY2; 1929 PN; 1929 PP; 1952 FJ1; 1956 RN; A915 HC) ist ein Asteroid des Hauptgürtels, der vom russisch-sowjetischen Astronomen Nikolai Stepanowitsch Tschernych am 22. September 1973 am Krim-Observatorium in Nautschnyj entdeckt wurde.

## Benennung
Der Asteroid wurde nach Sheragul benannt, einem Dorf in Sibirien, wo der Entdecker von (2036) Sheragul, Nikolai Stepanowitsch Tschernych, die Schule besuchte. Er ehrte durch die Namensvergabe seine Klassenkameraden und Angehörigen.